# 米羅韋 (第聶伯羅彼得羅夫斯克州)
47°46′15″N 34°44′0″E / 47.77083°N 34.73333°E
米羅韋（烏克蘭語：Мирове），是烏克蘭東部第聶伯羅彼得羅夫斯克州尼科波爾區米羅韋市鎮内的乡村居民点及其行政中心。處於托馬基夫卡河左岸，分別距離納斯塔西夫卡1公里和托馬基夫卡1.5公里，面積1.45平方公里，海拔高度41米，2024年人口900。
2025年4月21日，乌克兰内阁决定将米罗韦由镇降级为村。